# Làng Malec
Malec [ˈmalɛt͡s] là một ngôi làng thuộc khu hành chính của Gmina Kęty, thuộc hạt Oświęcim, Voivodeship của Ba Lan, ở miền nam Ba Lan. Nó nằm khoảng 5 km phía đông bắc Kęty, 13 km về phía nam của Oświęcim và 52 km phía tây của thủ đô khu vực Kraków. Dân số trong làng rơi vào khoảng 1239 người.

## Lịch sử
Ngôi làng đã tồn tại vào đầu thế kỷ VIII. Về mặt chính trị, nó thuộc về Công tước xứ Oświęcim, được thành lập năm 1315 trong quá trình phân chia phong kiến của Ba Lan và được cai trị bởi một nhánh địa phương của triều đại Piast. Năm 1327, đất công tước trở thành một khoản phí của Vương quốc Bohemia. Vào năm 1457, Jan IV của Oświęcim đã đồng ý bán đất công tước cho Vương miện Ba Lan, và trong tài liệu kèm theo ban hành vào ngày 21 tháng 2, ngôi làng được đề cập là Malyecz.
Lãnh thổ của Công tước Oświęcim cuối cùng đã được sáp nhập vào Ba Lan vào năm 1564 và hình thành Hạt Silesian của Kraków Voivodeship. Khi phân vùng đầu tiên của Ba Lan vào năm 1772, nó trở thành một phần của Vương quốc Galicia của Áo. Sau Thế chiến I và sự sụp đổ của Áo-Hungary, nó đã trở thành một phần của Ba Lan. Nó bị Đức Quốc xã thôn tính vào đầu Thế chiến II, và sau đó nó được khôi phục lại Ba Lan.